# Équation de Blasius
Pour les articles homonymes, voir Blasius.
En physique, et plus particulièrement en mécanique des fluides, l'équation de Blasius décrit l'écoulement stationnaire et incompressible en 2 dimensions dans la couche limite se formant sur une plaque plane semi-infinie parallèle à l'écoulement. Plus précisément, le champ de vitesse tangentielle adimensionné est solution de cette équation :

## Équation de mouvement dans la couche limite (Théorie dePrandtl)

### Généralités

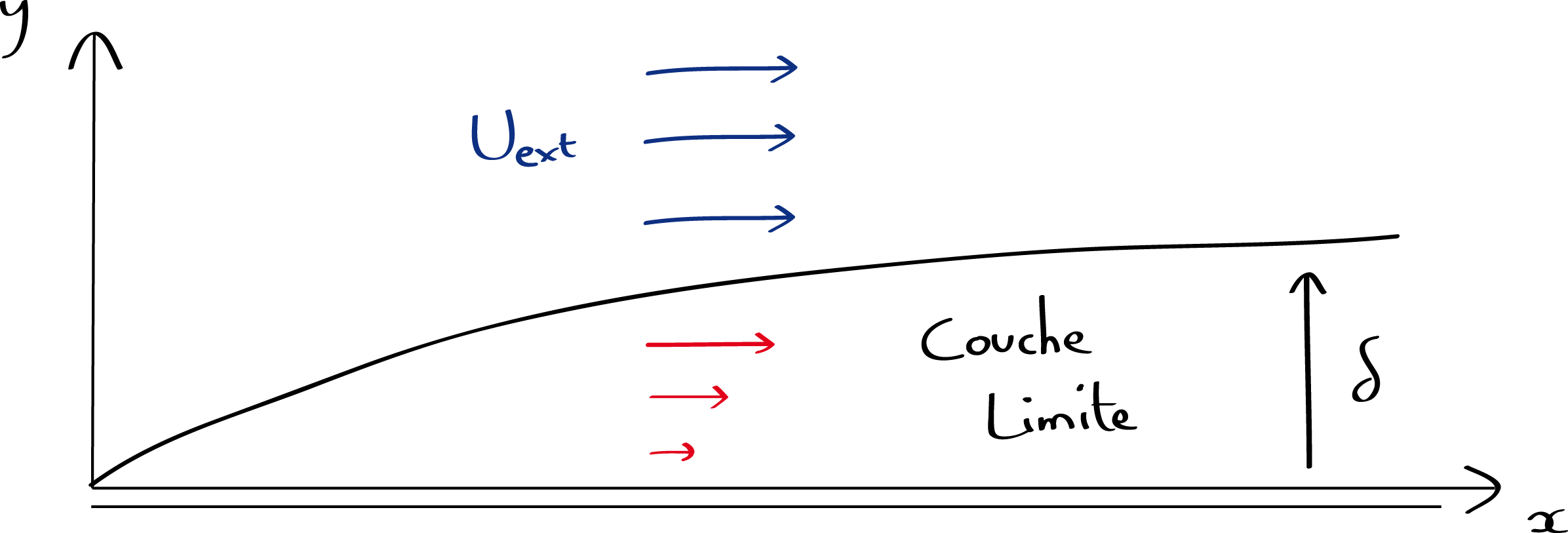
Phénomène de couche limite

Analysons l'écoulement bidimensionnel stationnaire dans le plan {\displaystyle (xOy)} près d'une plaque plane placée en {\displaystyle y=0}, pour un écoulement extérieur potentiel {\displaystyle U(x)} qu'on suppose parallèle à la paroi.
La dimension caractéristique dans la direction parallèle à l'écoulement est une longueur arbitraire {\displaystyle L} que l'on suppose très grande devant la dimension caractéristique perpendiculaire à l'écoulement {\displaystyle \delta } (épaisseur de la couche limite) :

Le raisonnement suivant est basé sur l'existence de ces 2 échelles.

### Comparaison des termes
Nous considérons qu'un fluide de masse volumique {\displaystyle \rho } et de viscosité dynamique {\displaystyle \eta } (viscosité cinématique {\displaystyle \nu }) s'écoule le long de notre plaque plane. Partons de l'équation de Navier-Stokes en régime stationnaire avec la condition d'incompressibilité :
Avec le vecteur {\displaystyle {\vec {v}}={\begin{pmatrix}u\\v\end{pmatrix}}}

Écrivons ce système sous sa forme projetée :

Par une étude d'ordres de grandeurs, on peut montrer que les équations à résoudre peuvent se simplifier (en négligeant certains termes devant d'autres). Explicitons ce nouveau système :

### Équations adimensionnées
Il s'agit désormais d'adimensionner ces équations. Pour cela, nous allons réduire les variables judicieusement.
Pour plus de détails concernant les choix de réduction, ils s'inspirent de l'étude des ordres de grandeurs. Par exemple, lorsque l'on compare {\displaystyle u} à {\displaystyle U} il est nécessaire de comparer {\displaystyle v} à {\displaystyle {\dfrac {U}{\sqrt {\mathrm {Re} _{L}}}}}. Il en est de même pour les variables d'espace. Les nouvelles variables sont donc :
{\displaystyle u'={u \over U}\qquad v'={\frac {v{\sqrt {\mathrm {Re} _{L}}}}{U}}}
{\displaystyle x'={x \over L}\qquad y'={\frac {y{\sqrt {\mathrm {Re} _{L}}}}{L}}}

Avec ces nouvelles variables, le système devient simplement :

## Obtention de l'équation de Blasius

### Nouvelle variable
Clairement on recherche le champ de vitesse tangentielle de la forme {\displaystyle u'=f(x',y')}. Or il demeure une imprécision : la longueur caractéristique {\displaystyle L}. En effet, celle-ci étant arbitraire, il est indispensable que la solution n'en dépende pas. Dans cette démarche, il s’avèrerait que la solution ne dépende que d'une seule variable, combinant {\displaystyle x'} et {\displaystyle y'} afin qu'elle soit indépendante de cette longueur {\displaystyle L}. Posons simplement :
Cette variable est indépendante de la longueur {\displaystyle L}.
On en déduit que la solution cherchée est de la forme :

### Équation de Blasius
Avec cette nouvelle variable, il suffit d'exprimer chaque terme de l'équation de mouvement pour aboutir à l'équation de Blasius :

On vérifie que {\displaystyle \theta } est bien l'unique variable du problème.

## Résolution approchée

### Cas des faibles valeurs deθ{\displaystyle \theta }
Rappelons qu'à {\displaystyle x} fixé, {\displaystyle \theta } varie de la même manière que {\displaystyle y}, ainsi la variable est représentative de la distance vis-à-vis de la paroi au niveau de la couche limite. Appliquons un développement limité de la fonction pour {\displaystyle \theta \simeq 0} :

Nous savons déjà que {\displaystyle f(0)=0}, cela permet d'affirmer, à l'aide de l'équation de Blasius, que {\displaystyle f''(0)=0}. On peut montrer qu'il en est de même pour {\displaystyle f^{(3)}(0)} et que de plus {\displaystyle f^{(4)}(0)=-{1 \over 2}{f'}^{2}(0)}

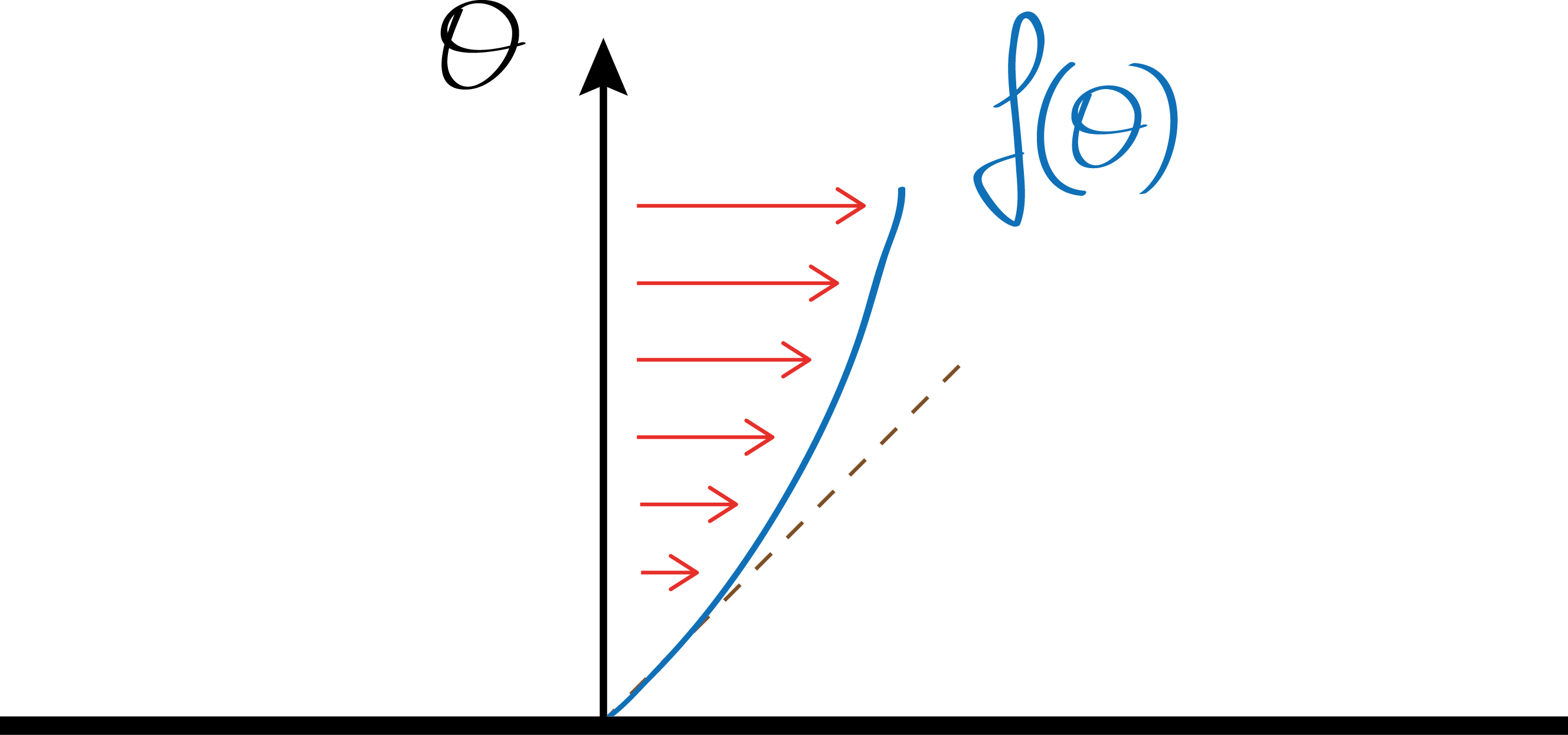
Profil des vitesses proche de la paroi

Pour des faibles valeurs de {\displaystyle \theta } nous avons donc l'approximation suivante :
On en déduit donc que proche de la paroi, le profil de la vitesse tangentielle varie linéairement puis suit un profil plus concave (terme en {\displaystyle \theta ^{4}})

### Cas des grandes valeurs deθ{\displaystyle \theta }
Des grandes valeurs de {\displaystyle \theta } signifient que l'on s'éloigne de plus en plus de la paroi ainsi le champ de vitesse dans la couche limite {\displaystyle u\rightarrow U}. Autrement dit, comme {\displaystyle u=Uf(\theta )} on a donc {\displaystyle f(\theta )\rightarrow 1}. L'équation limite de Blasius s'écrit alors :
On intègre aisément :
{\displaystyle f'(\theta )=f'(0)\mathrm {e} ^{-{\frac {\theta ^{2}}{4}}}}
Cette expression montre que {\displaystyle f'(\theta )} converge exponentiellement vers {\displaystyle 0} impliquant que {\displaystyle f} atteint de la même manière sa valeur asymptotique {\displaystyle 1}. De plus, l'exponentielle atteint 98 % de sa valeur finale lorsque son paramètre est de l'ordre de 6, on en déduit que l'on sort de la couche limite pour {\displaystyle \theta \approx 5}. Ainsi le domaine de la fonction {\displaystyle f} est donnée : {\displaystyle f(\theta )\in [0,1]} pour {\displaystyle \theta \in [0,5]}
Ces résultats sont en accord avec le principe de couche limite : dès qu'on s'éloigne de la paroi on retrouve l'écoulement uniforme et en combinant les deux comportements aux bords on s'imagine que le profil des vitesses va passer de manière abrupte de son comportement linéaire à son comportement asymptotique.